# James Wright (poeta)
James Arlington Wright (Martins Ferry, 13 dicembre 1927 – New York, 25 marzo 1980) è stato un poeta statunitense.

## Biografia
Nato e cresciuto in Ohio, James Wright studiò al Kenyon College e all'Università di Washington, dove ottenne la laurea magistrale e il dottorato di ricerca. Nel 1956 emerse sulla scene letteraria statunitensi con la raccolta The Green Wall, con cui si affermò come esponente della corrente deep image. Nei vent'anni seguenti pubblicò otto raccolte di poesia, vincendo il Premio Pulitzer per la poesia nel 1972 per Collected Poems.

## Opere
- The Green Wall, Yale University Press (1957)
- Saint Judas, Wesleyan University Press (1959)
- The Branch Will Not Break, Wesleyan University Press (1963)
- Autumn Begins in Martins Ferry, Ohio, Broadside (1963)
- Shall We Gather at the River, Wesleyan University Press (1967)
- Collected Poems, Wesleyan University Press (1971)
- Two Citizens, Farrar, Straus and Giroux (1973)
- Moments of the Italian Summer, Dryad Press (1976)
- To a Blossoming Pear Tree, Farrar, Straus and Giroux (1977)